# Atropoides olmec
La nauyaca de Los Tuxtlas (Atropoides olmec) es una especie de serpiente perteneciente a la familia Viperidae. El nombre específico se refiere a la antigua cultura Olmeca del sur de Veracruz donde la especie habita.

## Clasificación y descripción
Es una víbora de foseta terrestre y extremadamente robusta; los machos alcanzan los 61,8 cm y las hembras 77 cm de longitud total.
La coloración dorsal de fondo y entre las manchas dorsales es rojo, gris rojizo o naranja, volviéndose rosa a gris rosáceo en los lados. Una barra postocular color café oscuro se extiende diagonalmente desde el margen inferior del ojo encima del recto hacia la superficie posterior ventrolateral de la cabeza y puede incluir el margen superior de la segunda y tercera escamas supralabiales.
Un par de manchas nucales elongadas y café oscuro que usualmente no están fusionadas son seguidas posteriormente por 19-23 manchas dorsales color café oscuro y en forma de rombo o de diamantes que están normalmente fusionados, especialmente en la parte posterior del cuerpo.

## Distribución
Poblaciones disyuntas ocurren en bajas a moderadas elevaciones de la Sierra de los Tuxtlas en el sur de Veracruz, México hacia el centro de Guatemala. Habita en los volcanes Santa María and San Martín y es conocida de elevaciones entre los 530 a los 1100 m s. n. m. También es conocida para la región de Cerro Baúl del sureste de Oaxaca; el norte de Ocozocoautla en Chiapas y localidades cercanas a Purulhá en Baja Verapaz y de la vertiente sur de la porción oeste de la Sierra de Las Minas en Guatemala.

## Hábitat
Habita en selva húmeda de altura y bosque mesófilo de montaña.

## Estado de conservación
Se encuentra catalogada como menor preocupación (LC) en la IUCN mientras que en la NOM-059-SEMARNAT se encuentra como amenazada.